# 12535 Fazlurahman
12535 Fazlurahman eller 1998 MZ30 är en asteroid i huvudbältet som upptäcktes den 24 juni 1998 av LINEAR i Socorro County, New Mexico. Den är uppkallad efter Fazlur Rahman.
Asteroiden har en diameter på ungefär 11 kilometer.